# Distrito de Vaján

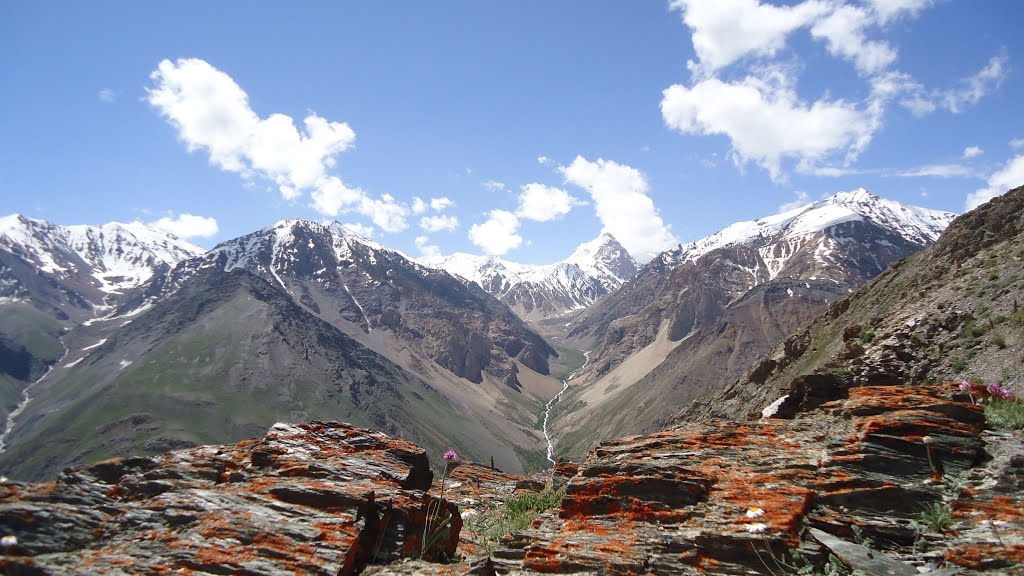
La naturaleza del langar Vaján.

El distrito de Vaján es uno de los 28 distritos de la provincia de Badajshan en el este de Afganistán. La población total del distrito es de unos 13.000 habitantes. El distrito tiene tres fronteras internacionales: Tayikistán al norte, Pakistán hacia el sur (en concreto Gilgit-Baltistan) y la única frontera de Afganistán con China al este.